# Goux-sous-Landet
Goux-sous-Landet település Franciaországban, Doubs megyében. Lakosainak száma 60 fő (2022. január 1.). Goux-sous-Landet Palantine, Pessans, Rouhe, Cussey-sur-Lison és Le Val községekkel határos.

## Népesség
A település népességének változása:
| Lakosok száma | 55   | 53   | 56   | 47   | 73   | 84   | 71   | 64   | 62   | 60   |
|               | 1968 | 1982 | 1990 | 2006 | 2013 | 2015 | 2017 | 2019 | 2020 | 2022 |